# Igor' Bobrin
Igor' Anatol'evič Bobrin (in russo Игорь Анатольевич Бобрин?; Leningrado, 14 novembre 1953) è un ex pattinatore artistico su ghiaccio sovietico, dal 1991 russo, specializzato nel singolo.

## Palmarès
| Internazionali            | Internazionali | Internazionali | Internazionali | Internazionali | Internazionali | Internazionali | Internazionali | Internazionali | Internazionali | Internazionali | Internazionali | Internazionali |
| Evento                    | 1971–72        | 1972–73        | 1973–74        | 1974–75        | 1975–76        | 1976–77        | 1977–78        | 1978–79        | 1979–80        | 1980–81        | 1981–82        | 1982–83        |
| ------------------------- | -------------- | -------------- | -------------- | -------------- | -------------- | -------------- | -------------- | -------------- | -------------- | -------------- | -------------- | -------------- |
| Giochi olimpici invernali |                |                |                |                |                |                |                |                | 6°             |                |                |                |
| Campionati mondiali       |                |                |                |                | 8°             |                | 5°             | 10°            | 7°             | 3°             | 7°             |                |
| Campionati europei        |                |                |                |                |                |                | 4°             | 5°             | 4°             | 1°             | 3°             |                |
| Prize of Moscow News      | 4°             |                | 3°             | 5°             |                | 4°             | 3°             | 2°             | 1°             | 1°             | 2°             |                |
| Prague Skate              |                | 8°             |                |                |                |                |                |                |                |                |                |                |
| Universiadi               | 10°            |                |                |                |                |                |                |                |                |                |                |                |
| Nazionali                 |                |                |                |                |                |                |                |                |                |                |                |                |
| Campionati sovietici      | 3°             | 4°             | 4°             | 6°             | 3°             | 4°             | 1°             | 2°             | 1°             | 1°             | 1°             | 2°             |